# Nina Otto
Nina Wojcik Otto (født 1991) er en dansk atlet medlem af Sparta Atletik. Hun forbedrede 2013 den danske U23-rekord i spydkast til 51,08, hvilket var 45 cm længere end Marie Vestergaards gamle rekord fra i 2012.
Nina Otto trænes af Carsten Bomme

## Danske mesterskaber
- Bronze 2012 Kuglestød-inde 13,23
- Bronze 2011 Kuglestød-inde 12,86